# 龙华河
龙华河，是长江流域的一条河流，汇入上犹江，属于赣江水系。河长78千米，流域面积1146平方千米，多年平均流量22立方米每秒。自然落差518米。水能理论蕴藏量1万千瓦。